# ミュージック・アンド・ミー
『ミュージック・アンド・ミー』（Music and Me）は、1973年に発表されたマイケル・ジャクソンのソロ3rdアルバム。

## 解説
本作からはヒット曲が出なかったため『ガット・トゥ・ビー・ゼア』や『ベンのテーマ』ほど有名ではないが、アコースティックな楽曲が多く収録されている。「happy」はダイアナ・ロスの映画『ビリー・ホリデイ物語/奇妙な果実』の為に書かれた曲である。「With a Child's Heart」はスティービー・ワンダーのカヴァー曲となっている。全米チャートで92位を記録した。
93年にモータウンから同名のアルバムがリリースされたが、こちらはコンピレーション・アルバムで収録曲の制作時期にバラつきがある。

## 収録曲
1. ウィズ・ア・チャイルズ・ハート - With a Child's Heart
2. アップ・アゲイン - Up Again
3. オール・ザ・シングズ・ユー・アー - All the Things You Are
4. おしゃれな恋(ハッピー) - Happy
5. トゥー・ヤング - Too Young
6. ドッギン・アラウンド - Doggin' Around
7. ジョニー・レイヴン - Johnny Raven
8. ユーフォリア - Euphoria
9. モーニング・グロウ - Morning Glow
10. ミュージック・アンド・ミー - Music and Me